# Карпакова, Татьяна Сергеевна
Татья́на Серге́евна Карпако́ва (в замужестве Богда́нова; ок. 1812 — 31 октября [12 ноября] 1842) — русская артистка балета.

## Биография
В 1831 году окончила Московское театральное училище (педагог Ф. В. Гюллень-Сор). С 1824 года выступала на сцене Большого театра в дивертисментах, в детских партиях балетных спектаклей, в водевилях. В 1831-40 годах танцовщица Большого театра.
Основные партии исполняла в постановках Гюллень-Сор: Розальба («Розальба»), Фенелла («Фенелла», 1836). В различных ролях, от лирико-комедийных до трагедийных проявилось её мимическое дарование и высокая танцевальная техника.
О легкости её танца писал Сергей Аксаков.

## Семья
- Богданова, Надежда Константиновна — дочь, балерина
- М. С. Карпаков — брат, танцовщик. Его дети:
  - Карпакова, Полина Михайловна (26.4(8.5).1845 — 1920) — балерина
  - Карпакова Н. М. — балерина